# Scilla lakusicii
Scilla lakusicii là một loài thực vật có hoa trong họ Măng tây. Loài này được Šilic miêu tả khoa học đầu tiên năm 1991.